# 日本古典文学学術賞
日本古典文学学術賞（にほんこてんぶんがくがくじゅつしょう）は、日本の学術新人賞。国文学研究資料館賛助会主催。
本記事では、かつて存在した日本古典文学会主催の日本古典文学会賞（にほんこてんぶんがくかいしょう）についても取り扱う。

## 概要
財団法人日本古典文学会が主催する学術賞として、1974年度より日本古典文学会賞が開始。毎年「35歳以下の日本古典文学研究者の論文を中心とする業績」に対して授与された。当時「若手国文学者の登龍門」と位置づけられていた。
2006年に主催の解散に伴って停止したが、2008年度から国文学研究資料館賛助会主催の日本古典文学学術賞として継承された。同賞は「若手日本古典文学研究者の奨励と援助」を目的とし、「業績の公表時に40歳未満である研究者」（3名以内）に贈られる。なお、対象とする業績は「前年の1月から12月までの1年間に公表された、日本古典文学に関する著書」で、選考委員からの推薦および過去の受賞者からの推薦の後、選考委員会で審議する。

## 歴代受賞者

### 日本古典文学会賞
（出典：）
|                     | 受賞者                     | 対象となった業績                                                               | 備考 |
| ------------------- | -------------------------- | ------------------------------------------------------------------------------ | ---- |
| 第1回 （1974年度）  | 伊井春樹                   | 「源氏釈の形態」ほか平安文学研究                                               |      |
| 第1回 （1974年度）  | 犬井善壽                   | 「平家物語の語りと読み」ほか中世文学、とくに前期軍記物語研究                   |      |
| 第1回 （1974年度）  | 延広真治                   | 「烏亭焉馬年譜」ほか近世後期文学研究                                           |      |
| 第1回 （1974年度）  | 日野龍夫                   | 「文人の交遊」ほか近世文学全般、殊に儒学・文人などの研究                       |      |
| 第1回 （1974年度）  | 美濃部重克                 | 「閑居友」ほか中世文学、とくに説話文学研究                                     |      |
| 第2回 （1975年度）  | 稲田利徳                   | 「日次系草根集伝本考」ほかの一連の正徹研究                                     |      |
| 第2回 （1975年度）  | 神尾暢子                   | 「歳内立春と古今巻頭：王朝の暦法と元方の方法」ほか中古文学作品の研究           |      |
| 第2回 （1975年度）  | 橋本朝生                   | 「天正狂言本の大小名狂言：狂言の形成序説2」ほか中世芸能史研究                  |      |
| 第3回 （1976年度）  | 日下力                     | 「金刀比羅本『平治物語』の構造」ほかの一連の中世軍記物語の研究                 |      |
| 第3回 （1976年度）  | 神野志隆光                 | 「古代時間表現の一問題：古事記覚書」ほか                                       |      |
| 第3回 （1976年度）  | 山口仲美                   | 「歌物語における歴史的現在法」ほか                                             |      |
| 第4回 （1977年度）  | 小島孝之                   | 「『撰集抄』形成私論」ほか中世の説話文学研究                                   |      |
| 第4回 （1977年度）  | 高橋亨                     | 「源氏物語の内なる物語史」ほか                                                 |      |
| 第4回 （1977年度）  | 佐藤恒雄                   | 「新古今的表現成立の一様相：『むなしき枝に』『露もまだひぬ』をめぐって」       |      |
| 第5回 （1978年度）  | 揖斐高                     | 「化政期詩人の地方と中央：佐羽淡斎を中心に」ほか                               |      |
| 第5回 （1978年度）  | 沢井耐三                   | 「『守武千句』考証」ほか                                                       |      |
| 第5回 （1978年度）  | 竹本幹夫                   | 「天女舞の研究」ほか                                                           |      |
| 第6回 （1979年度）  | 位藤邦生                   | 「伏見宮連歌会と源氏寄合い」ほか                                               |      |
| 第6回 （1979年度）  | 徳田武                     | 「『三七全伝南柯夢』論」ほか                                                   |      |
| 第6回 （1979年度）  | 林雅彦                     | 「絵解きに関する覚書一」ほか                                                   |      |
| 第7回 （1980年度）  | 川村晃生                   | 「僧正遍照：その詠歌の特質をめぐって」ほか過去の業績                           |      |
| 第7回 （1980年度）  | 徳田和夫                   | 「お伽草子時代の説話：『碧山日録』の説話享受から」ほか                         |      |
| 第7回 （1980年度）  | 三田村雅子                 | 「『枕草子』の〈笑ひ〉と〈語り〉」ほか                                         |      |
| 第8回 （1981年度）  | 加藤定彦                   | 「増山井をめぐる問題」ほか季寄に関する研究                                     |      |
| 第8回 （1981年度）  | 小峯和明                   | 「『今昔物語集』天竺部の形成と構造2」ほか一連の「今昔物語集」研究              |      |
| 第8回 （1981年度）  | 森正人                     | 「説話形成と天竺・震旦仏法史」ほか一連の『今昔物語集』研究                     |      |
| 第9回 （1982年度）  | 牧野和夫                   | 「中世の太子伝を通して見た一、二の問題2」及び過去の一連の研究                  |      |
| 第9回 （1982年度）  | 三角洋一                   | 「平安中後期の『住吉物語』」及び過去の業績                                     |      |
| 第9回 （1982年度）  | 山崎誠                     | 「『和漢朗詠註抄』攷」及び過去の業績                                           |      |
| 第10回 （1983年度） | 渡辺秀夫                   | 「小野小町異譚：『玉造小町子壮衰書』攷」ほかの業績                             |      |
| 第10回 （1983年度） | 赤瀬信吾                   | 「曼殊院良鎮とその遠景」及び過去の『自賛歌註』ほか中世和歌古註研究             |      |
| 第10回 （1983年度） | 長島弘明                   | 「秋成資料雑爼」「『春雨物語』と和歌」ほか上田秋成研究                         |      |
| 第11回 （1984年度） | 阿部泰郎                   | 「慈童説話の形成：天台即位法の成立をめぐりて」ならびに過去の業績               |      |
| 第11回 （1984年度） | 北川和秀                   | 「『続日本紀』諸本の系統」等ならびに過去の業績                                 |      |
| 第11回 （1984年度） | 山本一                     | 「速詠の季節：文治後半の慈円と周辺」ならびに過去の業績                         |      |
| 第12回 （1985年度） | 黒田彰                     | 「酒呑み童子と白猿伝：唐代伝奇と御伽草子」等ならびに過去の業績                 |      |
| 第12回 （1985年度） | 早川厚一 佐伯真一 生形貴重 | 「四部合戦状本平家物語評釈」ならびに過去の業績                                 |      |
| 第13回 （1986年度） | 山崎福之                   | 「『万葉集』巻十六の漢語：『劇欹』をめぐって」ならびに過去の業績               |      |
| 第14回 （1987年度） | 荻原千鶴                   | 「女鳥王物語と春日氏后妃伝承の定着」及び一連の女鳥王説話の研究                 |      |
| 第14回 （1987年度） | 田坂憲二                   | 「源氏物語注釈」に関する多年の業績                                             |      |
| 第14回 （1987年度） | 藤原克巳                   | 「平安朝の漢文学」ほか                                                         |      |
| 第15回 （1988年度） | 高木元                     | 「江戸読本の形成：貸本屋の出板をめぐって」ほか一連の読本研究                   |      |
| 第15回 （1988年度） | 落合博志                   | 世阿弥伝書「五位」ならびに清原良賢の研究                                       |      |
| 第15回 （1988年度） | 品田悦一                   | 「短歌成立の前史・試論」ほか一連の万葉集研究                                   |      |
| 第16回 （1989年度） | 岩坪健                     | 「源氏物語の二段階伝授について：河内方と四辻善成・一条兼良をめぐって」         |      |
| 第16回 （1989年度） | 渡部泰明                   | 「藤原俊成における『姿』：〈一句引用〉の姿について」ほか                       |      |
| 第16回 （1989年度） | 田中貴子                   | 「〈玉女〉の生成と限界：『慈鎮和尚夢想記』から『親鸞夢記』まで」               |      |
| 第17回 （1990年度） | 鉄野昌弘                   | 「転換期の家持：『臥病』の作をめぐって」ほか一連の家持研究                     |      |
| 第17回 （1990年度） | 小林直樹                   | 「『三国伝記』の方法：別伝接続と説話連関をめぐって」ほか一連の業績             |      |
| 第18回 （1991年度） | 中川博夫                   | 「藤原教定について：関東シ候の延臣歌人達」と一連の中世和歌に関する研究         |      |
| 第18回 （1991年度） | 荒木浩                     | 「〈次弟不同〉の物語：宇治拾遺物語の世界」ほかの研究                           |      |
| 第18回 （1991年度） | 山本秀樹                   | 「『血かたびら』臆断：秋成物語論の実践」ほか一連の秋成研究                     |      |
| 第19回 （1992年度） | 田渕句美子                 | 「藤原長綱について：『前権典厩集』と『藤原長綱集』」                           |      |
| 第19回 （1992年度） | 塩村耕                     | 「津田休甫と若衆歌舞伎縁起巻」ほか一連の研究                                   |      |
| 第19回 （1992年度） | 石川透                     | 「室町物語と幸若舞曲：『かわちかよひ』と『伏見堂盤』」                         |      |
| 第20回 （1994年度） | 鈴木健一                   | 「霊元院歌壇年表稿」ほか一連の近世和歌に関する研究                             |      |
| 第20回 （1994年度） | 藤原英城                   | 「月尋堂と八文字屋：その匿名作家としての可能性」ほか                           |      |
| 第21回 （1995年度） | 久保田啓一                 | 「歌論と添削：冷泉為村の実作指導理念」「冷泉家の復興と冷泉門の人々」などの研究 |      |
| 第21回 （1995年度） | 佐々木孝浩                 | 「鞠聖藤原成通影供と飛鳥井家の歌鞠二道」ほか一連の研究                         |      |
| 第22回 （1996年度） | 浅田徹                     | 「俊成の古今問答をめぐって」などの研究                                         |      |
| 第22回 （1996年度） | 小林一彦                   | 「康元元年の藤原光俊：鹿島社参詣と稲田姫社十首をめぐって」                     |      |
| 第22回 （1996年度） | 福田安典                   | 「享保三年京の一夜：都賀庭鐘の周辺」                                           |      |
| 第23回 （1997年度） | 伊東玉美                   | 『院政期説話集の研究』武蔵野書院                                               |      |
| 第23回 （1997年度） | 堀川貴司                   | 「禅林の文学とその周辺」ほかの研究                                             |      |
| 第23回 （1997年度） | 神作研一                   | 「一枝軒野村尚房の伝と文事」ほかの研究                                         |      |
| 第24回 （1998年度） | 池澤一郎                   | 「近世中期の文人画家、浦上玉堂の研究」など                                     |      |
| 第24回 （1998年度） | 鈴木元                     | 『室町の歌学と連歌』新典社                                                     |      |
| 第24回 （1998年度） | 横山泰子                   | 『江戸東京の怪談文化の成立と変遷：十九世紀を中心に』風間書房                   |      |
| 第25回 （1999年度） | 石井倫子                   | 『風流能の時代：金春禅鳳とその周辺』東京大学出版会                             |      |
| 第25回 （1999年度） | 小川剛生                   | 「室町期の即位灌頂：東山御文庫蔵「後福照院関白消息」をめぐって」               |      |
| 第26回 （2000年度） | 川平敏文                   | 「鳧舟子閑寿は青木鷺水に非ず：和学者覚書」ほかの研究                           |      |
| 第26回 （2000年度） | 小秋元段                   | 「五十川了庵の『太平記』刊行：慶長七年刊古活字を中心に」など                   |      |
| 第27回 （2001年度） | 佐藤至子                   | 「趣向としての当世風景：文政期合巻の一面」などの一連の研究                     |      |
| 第27回 （2001年度） | 田中康二                   | 『村田春海の研究』汲古書院                                                     |      |
| 第28回 （2002年度） | 柴佳世乃                   | 「明覚と『読経道』」ほかの研究に対して                                         |      |
| 第29回 （2003年度） | 小林ふみ子                 | 「大田南畝『七観』をめぐって：詩文と戯作」ほかの研究                           |      |
| 第29回 （2003年度） | 盛田帝子                   | 「光格天皇と宮廷歌会：寛政期を例に」など一連の研究                             |      |
| 第30回 （2004年度） | 神津武男                   | 論文「浄瑠璃本の刊行日」ほか                                                   |      |
| 第30回 （2004年度） | 佐藤かつら                 | 「明治初期における新聞と歌舞伎」ほか                                           |      |
| 第30回 （2004年度） | 鈴木彰                     | 「『蜷川家文書』にみる軍記物語享受の諸相とその環境」ほか                       |      |
| 第31回 （2005年度） | 小山順子                   | 「藤原良経『六百番歌合』恋歌における漢詩文摂取」                               |      |
| 第31回 （2005年度） | 中野貴文                   | 「『徒然草』第一部の文学史的性格について」                                     |      |
| 第31回 （2005年度） | 宮本圭造                   | 「上方能楽史の研究」                                                           |      |
| 第31回 （2005年度） | 吉野朋美                   | 「後鳥羽院の実朝懐柔と和歌：建保三年『院四十五番歌合』について」               |      |

### 日本古典文学学術賞
|                     | 受賞者     | 対象となった業績 | 備考                         |
| ------------------- | ---------- | --- | ---------------------------- |
| 第1回 （2008年度）  | 沖本幸子   | 『今様の時代：変容する宮廷芸能』東京大学出版会 |                              |
| 第1回 （2008年度）  | 北村昌幸   | 「足利尊氏の変貌：『太平記』巻十四の本文改訂をめぐって」 |                              |
| 第2回 （2009年度）  | 岡崎真紀子 | 『やまとことば表現論：源俊頼へ』笠間書院 |                              |
| 第2回 （2009年度）  | 恋田知子   | 『仏と女の室町：物語草子論』笠間書院 |                              |
| 第3回 （2010年度）  | 久保木秀夫 | 『中古中世散佚歌集研究』青簡舎 |                              |
| 第3回 （2010年度）  | 水谷隆之   | 「『団袋』の西鶴：団水との両吟半歌仙について」 |                              |
| 第4回 （2011年度）  | 金時徳     | 『異国征伐戦記の世界：韓半島・琉球列島・蝦夷地』笠間書院 |                              |
| 第5回 （2012年度）  | 平野多恵   | 『明恵：和歌と仏教の相克』笠間書院 |                              |
| 第6回 （2013年度）  | 光延真哉   | 『江戸歌舞伎作者の研究：金井三笑から鶴屋南北へ』笠間書院 |                              |
| 第6回 （2013年度）  | 一戸渉     | 『上田秋成の時代：上方和学研究』ぺりかん社 | 第4回日本近世文学会賞受賞者  |
| 第7回 （2014年度）  | 木越俊介   | 『江戸大坂の出版流通と読本・人情本』清文堂 |                              |
| 第8回 （2015年度）  | 合山林太郎 | 『幕末・明治期における日本漢詩文の研究』和泉書院 |                              |
| 第9回 （2016年度）  | 木下華子   | 『鴨長明研究：表現の基層へ』勉誠出版 |                              |
| 第9回 （2016年度）  | 牧藍子     | 『元禄江戸俳壇の研究：蕉風と元禄諸派の俳諧』ぺりかん社 |                              |
| 第9回 （2016年度）  | 小財陽平   | 『菅茶山とその時代』新典社 |                              |
| 第10回 （2017年度） | 高野奈未   | 『賀茂真淵の研究』青簡舎 |                              |
| 第10回 （2017年度） | 渡瀬淳子   | 『室町の知的基盤と言説形成：仮名本『曽我物語』とその周辺』勉誠出版 |                              |
| 第11回 （2018年度） | 大石真由香 | 『近世初期『万葉集』の研究：北村季吟と藤原惺窩の受容と継承』和泉書院 『陽明文庫所蔵「古活字本万葉集」の紫による書入訓について：京大本代赭書入との比較から』国文研共同研究 (特定研究) 「万葉集伝本の書写形態の総合的研究」 論文編 |                              |
| 第11回 （2018年度） | 高松亮太   | 『秋成論攷：学問・文芸・交流』笠間書院 |                              |
| 第11回 （2018年度） | 裵寛紋     | 『宣長はどのような日本を想像したか：『古事記伝』の「皇国」』笠間書院 | 第35回上代文学会賞受賞       |
| 第12回 （2019年度） | 天野聡一   | 『近世和文小説の研究』笠間書院 | 第8回日本近世文学会賞受賞者  |
| 第12回 （2019年度） | 猪瀬千尋   | 『中世王権の音楽と儀礼』笠間書院 |                              |
| 第12回 （2019年度） | 松本大     | 『源氏物語古注釈書の研究：『河海抄』を中心とした中世源氏学の諸相』和泉書院 |                              |
| 第13回 （2020年度） | 田中草大   | 『平安時代における変体漢文の研究』勉誠出版 |                              |
| 第13回 （2020年度） | 丸井貴史   | 『白話小説の時代：日本近世中期文学の研究』汲古書院 | 第9回日本近世文学会賞受賞者  |
| 第14回 （2021年度） | 瓦井裕子   | 『王朝和歌史の中の源氏物語』和泉書院 |                              |
| 第14回 （2021年度） | 澤崎文     | 『古代日本語における万葉仮名表記の研究』塙書房 | 第38回上代文学会賞受賞       |
| 第15回 （2022年度） | 葛西太一   | 『日本書紀段階編修論：文体・注記・語法からみた多様性と多層性』花鳥社 | 第39回上代文学会賞受賞       |
| 第15回 （2022年度） | 舘野文昭   | 『中世「歌学知」の史的展開』花鳥社 |                              |
| 第15回 （2022年度） | 山本嘉孝   | 『詩文と経世：幕府儒臣の十八世紀』名古屋大学出版会 | 第10回日本近世文学会賞受賞者 |
| 第16回 （2023年度） | 三宅宏幸   | 『馬琴研究：読本の生成と周縁』汲古書院 | 第16回日本近世文学会賞受賞者 |
| 第17回 （2024年度） | 河村瑛子   | 『古俳諧研究』和泉書院 | 第11回日本近世文学会賞受賞者 |